# 1988-as NHL-draft
Az 1988-as NHL-draftot kanadai Montréalban a Montréal Forumban tartották meg június 11-én. Ez volt a 26. NHL-draft.

## A draft

### Első kör
| #  | Játékos            | Poszt              | Nemzetiség | NHL-csapat            | Egyetem/junior/klub csapat       |
| -- | ------------------ | ------------------ | ---------- | --------------------- | -------------------------------- |
| 1  | Mike Modano        | Center             | USA        | Minnesota North Stars | Prince Albert Raiders (WHL)      |
| 2  | Trevor Linden      | Center/Jobb szélső | Kanada     | Vancouver Canucks     | Medicine Hat Tigers (WHL)        |
| 3  | Curtis Leschyshyn  | Védő               | Kanada     | Quebec Nordiques      | Saskatoon Blades (WHL)           |
| 4  | Darrin Shannon     | Bal szélső         | Kanada     | Pittsburgh Penguins   | Windsor Spitfires (OHL)          |
| 5  | Daniel Dore        | Jobb szélső        | Kanada     | Quebec Nordiques      | Drummondville Voltigeurs (QMJHL) |
| 6  | Scott Pearson      | Bal szélső         | Kanada     | Toronto Maple Leafs   | Kingston Frontenacs (OHL)        |
| 7  | Martin Gelinas     | Bal szélső         | Kanada     | Los Angeles Kings     | Gatineau Olympiques (QMJHL)      |
| 8  | Jeremy Roenick     | Center             | USA        | Chicago Blackhawks    | Thayer Academy (USHS)            |
| 9  | Rod Brind'Amour    | Center/Jobb szélső | Kanada     | St. Louis Blues       | Notre Dame Hounds (SJHL)         |
| 10 | Teemu Selänne      | Jobb szélső        | Finnország | Winnipeg Jets         | Jokerit (SM-liiga)               |
| 11 | Chris Govedaris    | Bal szélső         | Kanada     | Hartford Whalers      | Toronto Marlboros (OHL)          |
| 12 | Corey Foster       | Védő               | Kanada     | New Jersey Devils     | Peterborough Petes (OHL)         |
| 13 | Joel Savage        | Jobb szélső        | Kanada     | Buffalo Sabres        | Victoria Cougars (WHL)           |
| 14 | Claude Boivin      | Bal szélső         | Kanada     | Philadelphia Flyers   | Drummondville Voltigeurs (QMJHL) |
| 15 | Reggie Savage      | Jobb szélső        | Kanada     | Washington Capitals   | Victoriaville Tigres (QMJHL)     |
| 16 | Kevin Cheveldayoff | Védő               | Kanada     | New York Islanders    | Brandon Wheat Kings (WHL)        |
| 17 | Kory Kocur         | Jobb szélső        | Kanada     | Detroit Red Wings     | Saskatoon Blades (WHL)           |
| 18 | Robert Cimetta     | Bal szélső         | Kanada     | Boston Bruins         | Toronto Marlboros (OHL)          |
| 19 | Francois Leroux    | Védő               | Kanada     | Edmonton Oilers       | Saint-Jean Castors (QMJHL)       |
| 20 | Eric Charron       | Védő               | Kanada     | Montréal Canadiens    | Trois Rivieres Draveurs (QMJHL)  |
| 21 | Jason Muzzatti     | Kapus              | Kanada     | Calgary Flames        | Michigan State University (CCHA) |
|    |                    |                    |            |                       |                                  |

### Második kör
| #  | Játékos          | Poszt       | Nemzetiség | NHL-csapat            | Egyetem/junior/klub csapat         |
| -- | ---------------- | ----------- | ---------- | --------------------- | ---------------------------------- |
| 22 | Troy Mallette    | Bal szélső  | Kanada     | New York Rangers      | Sault-Ste.-Marie Greyhounds (OHL)  |
| 23 | Jeff Christian   | Bal szélső  | Kanada     | New Jersey Devils     | London Knights (OHL)               |
| 24 | Stephane Fiset   | Kapus       | Kanada     | Quebec Nordiques      | Victoriaville Tigres (QMJHL)       |
| 25 | Mark Major       | Bal szélső  | Kanada     | Pittsburgh Penguins   | North Bay Centennials (OHL)        |
| 26 | Murray Duval     | Védő        | Kanada     | New York Rangers      | Spokane Chiefs (WHL)               |
| 27 | Tie Domi         | Jobb szélső | Kanada     | Toronto Maple Leafs   | Peterborough Petes (OHL)           |
| 28 | Paul Holden      | Védő        | Kanada     | Los Angeles Kings     | London Knights (OHL)               |
| 29 | Wayne Doucet     | Bal szélső  | Kanada     | New York Islanders    | Hamilton Steelhawks (OHL)          |
| 30 | Adrien Plavsic   | Védő        | Kanada     | St. Louis Blues       | University of New Hampshire (NCAA) |
| 31 | Russ Romaniuk    | Bal szélső  | Kanada     | Winnipeg Jets         | St. Boniface Jr. A                 |
| 32 | Barry Richter    | Védő        | USA        | Hartford Whalers      | Culver Military Academy            |
| 33 | Leif Rohlin      | --          | Svédország | Vancouver Canucks     | VIK (Svédország)                   |
| 34 | Martin St. Amour | Bal szélső  | Kanada     | Montréal Canadiens    | Verdun Junior Canadiens (QMJHL)    |
| 35 | Pat Murray       | Bal szélső  | Kanada     | Philadelphia Flyers   | Michigan State University (NCAA)   |
| 36 | Tim Taylor       | Center      | Kanada     | Washington Capitals   | London Knights (OHL)               |
| 37 | Sean LeBrun      | Bal szélső  | Kanada     | New York Islanders    | New Westminster Bruins (WHL)       |
| 38 | Serge Anglehart  | Védő        | Kanada     | Detroit Red Wings     | Drummondville Voltigeurs (QMJHL)   |
| 39 | Petro Koivunen   | Jobb szélső | Finnország | Edmonton Oilers       | Kiekko-Espoo (SM-liiga)            |
| 40 | Link Gaetz       | Védő        | Kanada     | Minnesota North Stars | Spokane Chiefs (WHL)               |
| 41 | Wade Bartley     | Védő        | Kanada     | Washington Capitals   | Dauphin Jr. A                      |
| 42 | Todd Harkins     | Center      | USA        | Calgary Flames        | Miami University (NCAA)            |
|    |                  |             |            |                       |                                    |

### Harmadik kör
| #  | Játékos             | Poszt       | Nemzetiség    | NHL-csapat            | Egyetem/junior/klub csapat        |
| -- | ------------------- | ----------- | ------------- | --------------------- | --------------------------------- |
| 43 | Shaun Kane          | Védő        | USA           | Minnesota North Stars | Springfield Jr. B                 |
| 44 | Dane Jackson        | Jobb szélső | Kanada        | Vancouver Canucks     | Vernon Lakers (BCJHL)             |
| 45 | Petri Aaltonen      | Jobb szélső | Finnország    | Quebec Nordiques      | HIFK Helsinki (Finnország)        |
| 46 | Neil Carnes         |             | Kanada        | Montréal Canadiens    | Verdun Junior Canadiens (QMJHL)   |
| 47 | Guy Dupuis          | Védő        | Kanada        | Detroit Red Wings     | Hull Olympiques (QMJHL)           |
| 48 | Peter Ing           | Kapus       | Kanada        | Toronto Maple Leafs   | Windsor Compuware Spitfires (OHL) |
| 49 | John Van Kessel     | Jobb szélső | Kanada        | Los Angeles Kings     | North Bay Centennials (OHL)       |
| 50 | Trevor Dam          | Jobb szélső | Kanada        | Chicago Blackhawks    | London Knights (OHL)              |
| 51 | Rob Fournier        | Kapus       | Kanada        | St. Louis Blues       | North Bay Centennials (OHL)       |
| 52 | Stephane Beauregard | Védő        | Kanada        | Winnipeg Jets         | St. Jean Beavers (QMJHL)          |
| 53 | Trevor Sim          | Center      | Kanada        | Edmonton Oilers       | Seattle Thunderbirds (WHL)        |
| 54 | Zdeno Cíger         | Bal szélső  | Csehszlovákia | New Jersey Devils     | Martin MHC (Csehszlovákia)        |
| 55 | Darcy Loewen        | Bal szélső  | Kanada        | Buffalo Sabres        | Spokane Chiefs (WHL)              |
| 56 | Craig Fisher        | Bal szélső  | Kanada        | Philadelphia Flyers   | Oshawa Jr. B                      |
| 57 | Duane Derksen       | Kapus       | Kanada        | Washington Capitals   | Winkler Jr. A                     |
| 58 | Danny Lorenz        | Kapus       | Kanada        | New York Islanders    | Seattle Thunderbirds (WHL)        |
| 59 | Petr Hrbek          | Jobb szélső | Csehszlovákia | Detroit Red Wings     | Sparta Praha (Csehszlovákia)      |
| 60 | Steve Heinze        | Jobb szélső | USA           | Boston Bruins         | Lawrence Academy                  |
| 61 | Collin Bauer        | Védő        | Kanada        | Edmonton Oilers       | Saskatoon Blades (WHL)            |
| 62 | Daniel Gauthier     | Center      | Kanada        | Pittsburgh Penguins   | Victoriaville Tigres (QMJHL)      |
| 63 | Dominic Roussel     | Kapus       | Kanada        | Philadelphia Flyers   | Trois Rivieres Draveurs (QMJHL)   |
|    |                     |             |               |                       |                                   |

### Negyedik kör
| #  | Játékos          | Poszt       | Nemzetiség | NHL-csapat            | Egyetem/junior/klub csapat      |
| -- | ---------------- | ----------- | ---------- | --------------------- | ------------------------------- |
| 64 | Jeff Stolp       | Kapus       | USA        | Minnesota North Stars | Greenway High School            |
| 65 | Matt Ruchty      | Bal szélső  | Kanada     | New Jersey Devils     | Bowling Green State U. (NCAA)   |
| 66 | Darin Kimble     | Center      | Kanada     | Quebec Nordiques      | Prince Albert Raiders (WHL)     |
| 67 | Mark Recchi      | Jobb szélső | Kanada     | Pittsburgh Penguins   | Kamloops Blazers (WHL)          |
| 68 | Tony Amonte      | Jobb szélső | USA        | New York Rangers      | Thayer Academy                  |
| 69 | Ted Crowley      | Védő        | USA        | Toronto Maple Leafs   | Lawrence Academy                |
| 70 | Rob Blake        | Védő        | Kanada     | Los Angeles Kings     | Bowling Green State U. (NCAA)   |
| 71 | Stefan Elvenes   |             | Svédország | Chicago Blackhawks    | Rogle (Svédország)              |
| 72 | Jaan Luik        | Védő        | Kanada     | St. Louis Blues       | Miami University (Ohio) (NCAA)  |
| 73 | Brian Hunt       | Center      | Kanada     | Winnipeg Jets         | Oshawa Generals (OHL)           |
| 74 | Dean Dyer        | Center      | Kanada     | Hartford Whalers      | Lake Superior State U. (NCAA)   |
| 75 | Scott Luik       | Jobb szélső | Kanada     | New Jersey Devils     | Miami University (Ohio) (NCAA)  |
| 76 | Keith Carney     | Védő        | USA        | Buffalo Sabres        | Mount St. Charles H.S.          |
| 77 | Scott LaGrand    | Kapus       | USA        | Philadelphia Flyers   | Hotchkiss Academy               |
| 78 | Rob Krauss       | Kapus       | Kanada     | Washington Capitals   | Lethbridge Broncos (WHL)        |
| 79 | Andre Brassard   | Kapus       | Kanada     | New York Islanders    | Trois Rivieres Draveurs (QMJHL) |
| 80 | Sheldon Kennedy  | Jobb szélső | Kanada     | Detroit Red Wings     | Swift Current Broncos (WHL)     |
| 81 | Joe Juneau       | Center      | Kanada     | Boston Bruins         | R.P.I. (NCAA)                   |
| 82 | Cam Brauer       | Védő        | Kanada     | Edmonton Oilers       | R.P.I. (NCAA)                   |
| 83 | Patric Kjellberg | Bal szélső  | Svédország | Montréal Canadiens    | Falun (Svédország)              |
| 84 | Gary Socha       | Center      | USA        | Calgary Flames        | Tabor Academy                   |
|    |                  |             |            |                       |                                 |

### Ötödik kör
| #   | Játékos              | Poszt       | Nemzetiség  | NHL-csapat          | Egyetem/junior/klub csapat            |
| --- | -------------------- | ----------- | ----------- | ------------------- | ------------------------------------- |
| 85  | Tomas Forslund       | Jobb szélső | Svédország  | Calgary Flames      | Leksands IF (Svédország)              |
| 86  | Len Esau             | Védő        | Kanada      | Toronto Maple Leafs | Humboldt Broncos (SJHL)               |
| 87  | Stephane Venne       | Védő        | Kanada      | Quebec Nordiques    | University of Vermont (NCAA)          |
| 88  | Greg Andrusak        | Védő        | Kanada      | Pittsburgh Penguins | University of Minnesota-Duluth (NCAA) |
| 89  | Alekszandr Mogilnij  | Jobb szélső | Szovjetunió | Buffalo Sabres      | CSZK Moszkva (Oroszország)            |
| 90  | Scott Matusovich     | Védő        | USA         | Calgary Flames      | Canterbury High School                |
| 91  | Jeff Robison         | Védő        | USA         | Los Angeles Kings   | Mount St. Charles High School         |
| 92  | Joe Cleary           | Védő        | USA         | Chicago Blackhawks  | Stratford Jr. B                       |
| 93  | Peter Popovic        | Védő        | Svédország  | Montréal Canadiens  | Vasteras IK (Svédország)              |
| 94  | Tony Joseph          | Jobb szélső | Kanada      | Winnipeg Jets       | Oshawa Generals (OHL)                 |
| 95  | Scott Morrow         | Bal szélső  | USA         | Hartford Whalers    | Northwood Prep                        |
| 96  | Chris Nelson         | Védő        | Kanada      | New Jersey Devils   | Rochester Mustangs (USHL)             |
| 97  | Rob Ray              | Jobb szélső | Kanada      | Buffalo Sabres      | Cornwall Royals (OHL)                 |
| 98  | Edward O'Brien       |             |             | Philadelphia Flyers | Cushing Academy                       |
| 99  | Martin Bergeron      | Center      | Kanada      | New York Rangers    | Drummondville Voltigeurs (QMJHL)      |
| 100 | Paul Rutherford      | Center      | Kanada      | New York Islanders  | Ohio State University (NCAA)          |
| 101 | Ben Lebeau           | Center      | Kanada      | Detroit Red Wings   | Merrimack College (NCAA)              |
| 102 | Dan Murphy           | Védő        | Kanada      | Boston Bruins       | Gunnery Prep                          |
| 103 | Don Martin           | Védő        | Kanada      | Edmonton Oilers     | London Knights (OHL)                  |
| 104 | Jean-Claude Bergeron | Kapus       | Kanada      | Montréal Canadiens  | Verdun Junior Canadiens (QMJHL)       |
| 105 | Dave LaCouture       | Szélső      | USA         | St. Louis Blues     | Natick High School                    |
|     |                      |             |             |                     |                                       |

### Hatodik kör
| #   | Játékos             | Poszt       | Nemzetiség           | NHL-csapat          | Egyetem/junior/klub csapat            |
| --- | ------------------- | ----------- | -------------------- | ------------------- | ------------------------------------- |
| 106 | David DiVita        | Védő        | USA                  | Buffalo Sabres      | Lake Superior State University (NCAA) |
| 107 | Corrie D'Alessio    | Kapus       | Kanada               | Vancouver Canucks   | Cornell University (NCAA)             |
| 108 | Ed Ward             | Jobb szélső | Kanada               | Quebec Nordiques    | Northern Michigan University (NCAA)   |
| 109 | Micah Aivazoff      | Center      | Kanada               | Los Angeles Kings   | Victoria Cougars (WHL)                |
| 110 | Dennis Vial         | Védő        | Kanada               | New York Rangers    | Hamilton Steelhawks (OHL)             |
| 111 | Pavel Gross         | Csatár      | Csehszlovákia        | New York Islanders  | Sparta Praha (Csehszlovákia)          |
| 112 | Robert Larsson      |             | Svédország           | Los Angeles Kings   | Skelleftea (Svédország)               |
| 113 | Justin Lafayette    | Center      | Kanada               | Chicago Blackhawks  | Ferris State University (NCAA)        |
| 114 | Dan Fowler          |             |                      | St. Louis Blues     | University of Maine (NCAA)            |
| 115 | Ron Jones           | Jobb szélső | USA                  | Winnipeg Jets       | Windsor Compuware Spitfires (OHL)     |
| 116 | Corey Beaulieu      | Védő        | Kanada               | Hartford Whalers    | Seattle Thunderbirds (WHL)            |
| 117 | Chad Johnson        | Center      | USA                  | New Jersey Devils   | Rochester Mustangs (USHL)             |
| 118 | Mike McLaughlin     | Bal szélső  | USA                  | Buffalo Sabres      | Choate Academy                        |
| 119 | Gord Frantti        | Védő        | USA                  | Philadelphia Flyers | Calumet High School                   |
| 120 | Dmitro Hrisztics    | Jobb szélső | Ukrajna/ Szovjetunió | Washington Capitals | Kijev Szokol (Szovjetunió)            |
| 121 | Jason Rathbone      |             |                      | New York Islanders  | Brookline High School                 |
| 122 | Phil Von Stefenelli | Védő        | Kanada               | Vancouver Canucks   | Boston University (NCAA)              |
| 123 | Derek Geary         |             |                      | Boston Bruins       | Gloucester High School                |
| 124 | Len Barrie          | Center      | Kanada               | Edmonton Oilers     | Victoria Cougars (WHL)                |
| 125 | Patrik Carnback     | Jobb szélső | Svédország           | Montréal Canadiens  | Frolunda Jrs (Svédország)             |
| 126 | Jonas Bergqvist     | Jobb szélső | Svédország           | Calgary Flames      | Leksands IF (Svédország)              |
|     |                     |             |                      |                     |                                       |

### Hetedik kör
| #   | Játékos            | Poszt       | Nemzetiség  | NHL-csapat          | Egyetem/junior/klub csapat        |
| --- | ------------------ | ----------- | ----------- | ------------------- | --------------------------------- |
| 127 | Markus Akerblom    | Jobb szélső | Svédország  | Winnipeg Jets       | Bjorkloven IF (Svédország)        |
| 128 | Dixon Ward         | Jobb szélső | Kanada      | Vancouver Canucks   | Red Deer Rustlers (AJHL)          |
| 129 | Valerij Kamenszkij | Bal szélső  | Szovjetunió | Quebec Nordiques    | CSZKA Moszkva (Szovjetunió)       |
| 130 | Troy Mick          | Védő        | Kanada      | Pittsburgh Penguins | Portland Winter Hawks (WHL)       |
| 131 | Mike Rosati        | Kapus       | Kanada      | New York Rangers    | Hamilton Steelhawks (OHL)         |
| 132 | Matt Mallgrave     |             |             | Toronto Maple Leafs | St. Paul's High School            |
| 133 | Jeff Kruesel       |             |             | Los Angeles Kings   | John Marshall High School         |
| 134 | Craig Woodcroft    | Center      | Kanada      | Chicago Blackhawks  | Colgate University (NCAA)         |
| 135 | Matt Hayes         |             |             | St. Louis Blues     | New Hampton Prep                  |
| 136 | Jukka Marttila     |             | Finnország  | Winnipeg Jets       | Tappara Tampere (Finnország)      |
| 137 | Kerry Russell      | Center      | Kanada      | Hartford Whalers    | Michigan State University (NCAA)  |
| 138 | Chad Erickson      | Kapus       | USA         | New Jersey Devils   | Warroad High School               |
| 139 | Mike Griffith      | Jobb szélső | Kanada      | Buffalo Sabres      | Ottawa 67's (OHL)                 |
| 140 | Jamie Cooke        | Jobb szélső | Kanada      | Philadelphia Flyers | Bramalea Jr. B (MTJHL)            |
| 141 | Keith Jones        | Jobb szélső | Kanada      | Washington Capitals | Niagara Falls Jr. B               |
| 142 | Yves Gaucher       | Bal szélső  | Kanada      | New York Islanders  | Chicoutimi Sagueneens (QMJHL)     |
| 143 | Kelly Hurd         | Jobb szélső | Kanada      | Detroit Red Wings   | Michigan Tech (NCAA)              |
| 144 | Brad Schlegel      | Védő        | Kanada      | Washington Capitals | London Knights (OHL)              |
| 145 | Mike Glover        | Jobb szélső | Kanada      | Edmonton Oilers     | Sault Ste. Marie Greyhounds (OHL) |
| 146 | Tim Chase          | Védő        | USA         | Montréal Canadiens  | Tabor Academy                     |
| 147 | Stefan Nilsson     |             | Svédország  | Calgary Flames      | HV71 Jonkoping (Svédország)       |
|     |                    |             |             |                     |                                   |

### Tizenkettedik kör
| #   | Játékos         | Poszt      | Nemzetiség    | NHL-csapat            | Egyetem/junior/klub csapat       |
| --- | --------------- | ---------- | ------------- | --------------------- | -------------------------------- |
| 232 | Trent Andison   | Balszélső  | USA           | Minnesota North Stars | Cornell Egyetem (NCAA)           |
| 233 | Stefan Nilsson  | Center     | Svédország    | Vancouver Canucks     | Troja (Svédország)               |
| 234 | Claude Lapointe | Center     | Kanada        | Quebec Nordiques      | Laval Titan (QMJHL)              |
| 235 | Darren Stolk    | Védő       | Kanada        | Pittsburgh Penguins   | Lethbridge Hurricanes (WHL)      |
| 236 | Keith Slifstein | Védő       | USA           | New York Rangers      | Choate Rosemary Hall (USHS-CT)   |
| 237 | Peter DeBoer    | Jobbszélső | Kanada        | Toronto Maple Leafs   | Windsor Spitfires (OHL)          |
| 238 | Joe Flanagan    | Center     | USA           | Los Angeles Kings     | Canterbury School (USHS-CT)      |
| 239 | Andreas Lupzig  | Center     | NSZK          | Chicago Blackhawks    | Landshut (Nyugat-Németország)    |
| 240 | Mike Francis    | Kapus      | USA           | St. Louis Blues       | Harvard Egyetem (NCAA)           |
| 241 | Kyle Galloway   | Védő       | Kanada        | Winnipeg Jets         | University of Manitoba (CIAU)    |
| 242 | Dan Slatalla    | Center     | USA           | Hartford Whalers      | Deerfield Academy (USHS-MA)      |
| 243 | Michael Pohl    | Center     | NSZK          | New Jersey Devils     | Rosenheim (Nyugat-Németország)   |
| 244 | Bobby Wallwork  | Balszélső  | USA           | Buffalo Sabres        | Miami University (NCAA)          |
| 245 | Drahomír Kadlec | Védő       | Csehszlovákia | Philaelphia Flyers    | HC Dukla Jihlava (Csehszlovákia) |
| 246 | Ron Pascucci    | Védő       | USA           | Washington Capitals   | Belmont Hill School (USHS-MA)    |
| 247 | Joe Capprini    | Kapus      | USA           | New York Islanders    | Babson College (NCAA)            |
| 248 | Don Stone       | Center     | USA           | Detroit Red Wings     | University of Michigan (NCAA)    |
| 249 | Doug Jones      | Védő       | Kanada        | Boston Bruins         | Kitchener Rangers (OHL)          |
| 250 | Tim Tisdale     | Center     | Kanada        | Edmonton Oilers       | Swift Current Broncos (WHL)      |
| 251 | Dave Kunda      | Védő       | Kanada        | Montréal Canadiens    | University of Guelph (CIAU)      |
| 252 | Szergej Prjahin | Jobbszélső | Szovjetunió   | Calgary Flames        | Krylja Sovetov (USSR)            |
|     |                 |            |               |                       |                                  |